# Police Tactical Unit

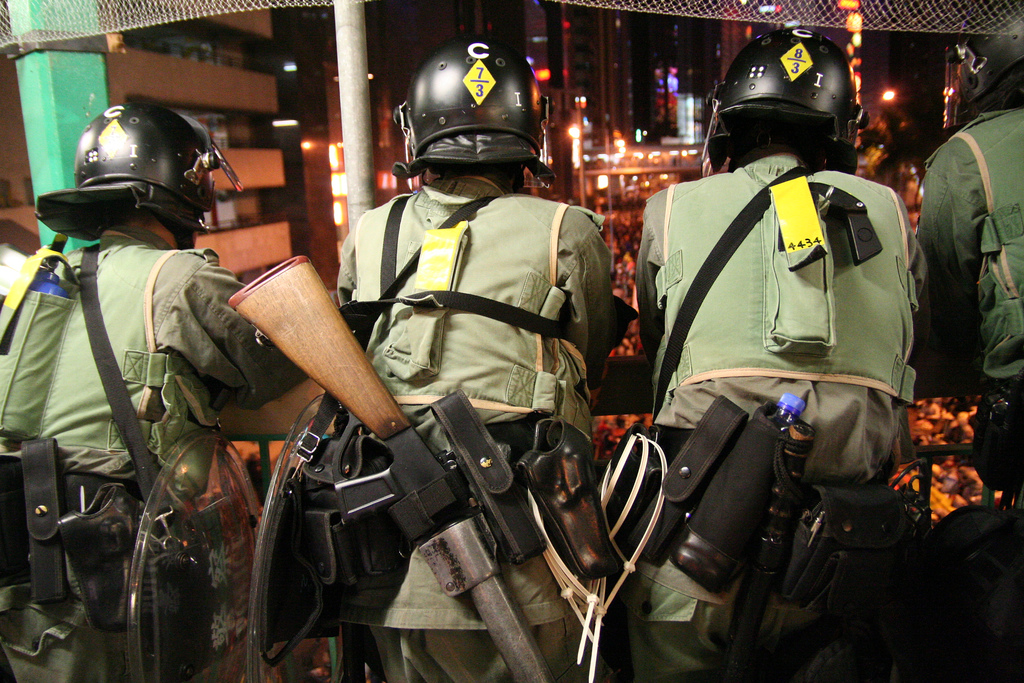
Police Tactical Unit

Die Police Tactical Unit, kurz PTU (chinesisch 警察機動部隊 / 警察机动部队, Pinyin jǐngchá jīdòng bùduì, Jyutping ging2caat3 gei1dung1 bou6deoi6) ist eine mobile Einheit der Hongkonger Polizei für Groß- und Sondereinsätze. Dabei gibt es sechs Bezirke mit insgesamt 1020 Polizisten in Hongkong. Jeder Bezirk wird unter der Leitung eines Superintendent zwischen vier weiteren Polizeieinheiten aufgeteilt. Zu jeweils einer dieser Polizeieinheiten gehören 32 Polizisten unter der Leitung eines Inspectors oder Senior Inspectors. Diese 32 Polizisten werden nochmals unter die Leitung von acht Sergeants gestellt. So stehen am Ende der Kette acht Teams mit jeweils vier Mitgliedern, die dann für bestimmte Straßen eingeteilt werden, dort Streife zu laufen. Dabei übernimmt die PTU alle Aufgaben die auch die Polizei hat.

## PTU (Film)
Die Police Tactical Unit ist ein beliebtes Thema der Regisseure in Hongkong. Der bekannteste Film ist dabei PTU von Johnnie To aus dem Jahr 2003.